# Scharade (Silbenrätsel)
Scharade (oder Charade) ist ein Rätsel in Versform, bei dem sowohl der Sinn der einzelnen Silben (oder Teilwörter) eines zu erratenden Wortes umschreibend angedeutet wird als auch jener des gesamten Wortes.
Als ein Beispiel mag eine Scharade von Gustav Theodor Fechner gelten:
Die erste Silbe frisst,
die andre Silbe isst,
die dritte wird gefressen,
das Ganze wird gegessen. (Lösung: Sau – er – kraut → Sauerkraut)
Scharaden finden sich meist zusammen mit ähnlichen Spielformen wie Aenigma, Anagramm, Buchstaben- und Zahlenrätsel, Homonym, Logogryph, Pägnion oder Palindrom. Je nach der Zahl der Silben unterscheidet man zwei-, drei- und viersilbige Scharaden. Neben den Wortscharaden gibt es auch Bilder- und Schattenriss-Scharaden, bei denen die Silben und das durch sie gebildete Wort durch Bilder bzw. Schattenrisse ersetzt werden. Von Lebenden Scharaden oder Pantomimespiel spricht man, wenn der Sinn der einzelnen Silben eines Wortes sowie der Sinn des ganzen Wortes in pantomimischen oder dramatischen Szenen dargestellt werden. Die zahlreichen Wortzusammensetzungen im Deutschen begünstigen Scharaden. Zu den bekannteren Schriftstellern, die Scharaden verfertigten, gehören Castelli, Goecking, Theodor Hell, Johann Friedrich Kind, Theodor Körner und Elise Sommer.
Aus diesen eher literarischen Rätseln haben sich im 19. Jahrhundert die heute noch vielfach in Illustrierten, Zeitungen und Rätselzeitschriften befindlichen Silbenrätsel entwickelt. Dabei sollen aus einzelnen vorhandenen Silben sinnvolle Wörter gefunden und gebildet werden. Diese untereinander aufgeschrieben, ergeben dann meist mit ihren Anfangsbuchstaben ein Lösungswort oder einen Sinnspruch.